# 朝鮮民主主義人民共和国のサッカー選手一覧
朝鮮民主主義人民共和国のサッカー選手一覧（ちょうせんみんしゅしゅぎじんみんきょうわこくのサッカーせんしゅいちらん）は、朝鮮民主主義人民共和国出身のサッカー選手の一覧である。Category:北朝鮮のサッカー選手も参照。
この項目はCategoryではないので、記事の無い選手については赤リンクや仮リンク、簡単な説明の併記なども可能。
朝鮮籍の選手については北朝鮮代表の各カテゴリに招集経験のある選手を記載。

## 現役選手

### ミッドフィールダー
- 金成純
- 梁勇基
- 李栄直

### フォワード
- 安柄俊

## 現役引退選手

### ディフェンダー
- 車正赫
- 金聖基
- 金永峻

### ミッドフィールダー
- 金功榛
- 安英學
- 李漢宰

### フォワード
- 洪映早
- 鄭大世
- 金成勇
- 朴斗翼